# Ріплі (Західна Вірджинія)
Ріплі (англ. Ripley) — місто (англ. city) в США, в окрузі Джексон штату Західна Вірджинія. Населення — 3079 осіб (2020).

## Географія
Ріплі розташоване за координатами 38°49′12″ пн. ш. 81°42′32″ зх. д. / 38.82000° пн. ш. 81.70889° зх. д. (38.820029, -81.708811).  За даними Бюро перепису населення США в 2010 році місто мало площу 8,51 км², з яких 8,22 км² — суходіл та 0,29 км² — водойми.

## Демографія
Згідно з переписом 2010 року, у місті мешкали 3252 особи в 1476 домогосподарствах у складі 854 родин. Густота населення становила 382 особи/км².  Було 1614 помешкання (190/км²).
Расовий склад населення:
| - 98,2 % — білих - 0,4 % — азіатів - 0,2 % — чорних або афроамериканців |

До двох чи більше рас належало 0,9 %. Частка іспаномовних становила 0,5 % від усіх жителів.
За віковим діапазоном населення розподілялося таким чином: 19,7 % — особи молодші 18 років, 55,3 % — особи у віці 18—64 років, 25,0 % — особи у віці 65 років та старші. Медіана віку мешканця становила 46,1 року. На 100 осіб жіночої статі у місті припадало 80,7 чоловіків;  на 100 жінок у віці від 18 років та старших — 75,9 чоловіків також старших 18 років.
Середній дохід на одне домашнє господарство  становив 43 803 долари США (медіана — 31 162), а середній дохід на одну сім'ю — 58 561 долар (медіана — 56 750). За межею бідності перебувало 24,1 % осіб, у тому числі 42,6 % дітей у віці до 18 років та 12,0 % осіб у віці 65 років та старших.
Цивільне працевлаштоване населення становило 1171 осіб. Основні галузі зайнятості: публічна адміністрація — 22,9 %, освіта, охорона здоров'я та соціальна допомога — 22,1 %, мистецтво, розваги та відпочинок — 10,7 %, роздрібна торгівля — 10,1 %.